# Rupert Holmes
Rupert Holmes, född 24 februari 1947 i Northwich, Cheshire, är en kompositör och författare som växte upp i Nanuet som är en förort till New York, och gick på Nyack High School. Han är mest känd för sin pophit "Escape" med undertiteln ("The Piña Colada Song"), som blev 1970-talets sista listetta på Billboard Hot 100 den 22 december 1979. Låten stannade på förstaplatsen i två veckor, halkade ned till plats två (efter KC & the Sunshine Band) för att sedan återvända till förstaplatsen den 12 januari 1980. Holmes missade därmed möjligheten att vara sista respektive första listetta i två olika decennier med samma låt.

## Filmmusik (urval)
- 1972 – AWOL – avhopparen